# Patrice Jean
Patrice Jean es un escritor francés nacido en Nantes el 25 de septiembre de 1966.

## Biografía
Nacido en Nantes en 1966, Patrice Jean estudió filosofía antes de convertirse en profesor de literatura moderna.
En 2013, publica su primera novela, La France de Bernard en la editorial Rue Fromentin. En la misma editorial publica Les Structures du mal en 2015, Revenir à Lisbonne en 2016 y L'Homme surnuméraire en 2017.
En 2021, publica en Gallimard La Poursuite de l'idéal, novela de iniciación y sátira del mundo moderno. El año siguiente, la misma editorial publica Le parti d’Edgar Winger.
Según Michel Marmin, Patrice Jean pertenece a la raza de novelistas «que tienen un ojo abierto al mundo, el otro vuelto hacia el interior, hacia los misterios, las atracciones y las trampas de la psique», de ahí un «espíritu extraordinariamente subversivo».
Olivier Maulin opina que Patrice Jean, sobre todo en L'Homme surnuméraire, muestra la decadencia de nuestra época «aprisionada en sus liberaciones, atontada por su ideología, dispuesta ahora a sacrificarlo todo, incluso la libertad, para alcanzar su parusía progresista, ese totalitarismo que se nos viene encima».
Según Alice Ferney, La Poursuite de l'idéal se adentra en «el alma de las cosas», «en este caso el espíritu de nuestro tiempo», de modo que contradice «el anuncio recurrente de la muerte de la novela».

## Publicaciones
- Tout à fait Jean-Michel (con dibujos de Sempé), Éditions du Seuil, 1993
- La France de Bernard, 2013
- Les Structures du mal, 2015
- Revenir à Lisbonne, 2016
- L'Homme surnuméraire, 2017
- Tour d'ivoire, Rue Fromentin, 2019, 248 p. ISBN 978-2-919547-60-9
- La Poursuite de l'idéal, Gallimard, 2021, 488 p. ISBN 978-2-07-292041-7
- Le Parti d’Edgar Winger, Gallimard, 2022, 256 p. ISBN 978-2-07-297426-7
- Rééducation Nationale, Rue Fromentin, 2022, 144 p. ISBN 978-2919547722
- Louis le Magnifique, Le Cherche Midi, 2022, 200 p. ISBN 978-2749174792
- Kafka au candy-shop, Léo Scheer, 2024, 160 p.ISBN 978-2756123004
- La Vie des spectres, Le Cherche Midi, 2024, 464 p. ISBN 978-2749179650